# Blaženice
Blaženice (německy Blaschenitz) je malá vesnice, část obce Rabyně v okrese Benešov. Nachází se asi 3,5 km na jihovýchod od Rabyně. V roce 2009 zde bylo evidováno 45 adres. Blaženice je také název katastrálního území o rozloze 6,3 km². V katastrálním území Blaženice leží i Měřín.

## Historie
První písemná zmínka o vesnici pochází z roku 1391.
Za druhé světové války se ves stala součástí vojenského cvičiště Zbraní SS Benešov a její obyvatelé se museli 15. září 1942 vystěhovat.